# Marcgraviastrum macrocarpum
Marcgraviastrum macrocarpum là một loài thực vật có hoa trong họ Marcgraviaceae. Loài này được (G. Don) Bedell ex S. Dressler mô tả khoa học đầu tiên năm 1999.